# Bruno Appels
Bruno Appels (Turnhout, 15 augustus 1988) is een Belgisch voormalig voetballer die als doelman speelde.

## Clubcarrière
Appels speelde in de jeugdopleiding van Willem II en in juli 2009 maakte hij de overstap naar FC Den Bosch. Op 3 september 2010 maakte hij zijn debuut in het betaald voetbal in de wedstrijd tegen Telstar voor FC Den Bosch. Enkele seizoenen lang acteerde Appels als tweede doelman van het elftal. In het begin van het seizoen 2013/14 promoveerde trainer Ruud Kaiser Appels tot eerste doelman. Hij speelde slechts de eerste wedstrijd van het seizoen en moest daarna langdurig met een paar blessures aan de kant. Pas in februari 2014 keerde hij terug in de basiself. In juni 2015 was hij kort op proef bij Willem II maar tekende na een stage voor het seizoen 2015/16 bij AS Verbroedering Geel. Tijdens de winterstop stapt hij over naar FC Den Bosch maar raakte al snel geblesseerd. 
Van 2016 tot 2021 speelde hij Berchem Sport. Na zijn spelersafscheid werd hij keeperstrainer bij KFC Turnhout. Als speler had hij er ook al de jeugddoelmannen getraind.

## Statistieken
| Seizoen                  | Club                  | Land           | Competitie     | Competitie | Competitie | Beker | Beker | Play-offs | Play-offs | Totaal | Totaal |
| Seizoen                  | Club                  | Land           | Competitie     | Wed.       | Dlp.       | Wed.  | Dlp.  | Wed.      | Dlp.      | Wed.   | Dlp.   |
| ------------------------ | --------------------- | -------------- | -------------- | ---------- | ---------- | ----- | ----- | --------- | --------- | ------ | ------ |
| 2008/09                  | Willem II             | Nederland      | Eredivisie     | 0          | 0          | 0     | 0     | 0         | 0         | 0      | 0      |
| 2009/10                  | FC Den Bosch          | Nederland      | Eerste divisie | 0          | 0          | 0     | 0     | 0         | 0         | 0      | 0      |
| 2010/11                  | FC Den Bosch          | Nederland      | Eerste divisie | 3          | 0          | 0     | 0     | 0         | 0         | 3      | 0      |
| 2011/12                  | FC Den Bosch          | Nederland      | Eerste divisie | 6          | 0          | 0     | 0     | 1         | 0         | 7      | 0      |
| 2012/13                  | FC Den Bosch          | Nederland      | Eerste divisie | 7          | 0          | 2     | 0     | 0         | 0         | 9      | 0      |
| 2013/14                  | FC Den Bosch          | Nederland      | Eerste divisie | 13         | 0          | 0     | 0     | 2         | 0         | 15     | 0      |
| 2014/15                  | FC Den Bosch          | Nederland      | Eerste divisie | 12         | 0          | 1     | 0     | 0         | 0         | 13     | 0      |
| 2015/16                  | AS Verbroedering Geel | België         | Tweede klasse  | 1          | 0          | 0     | 0     | 0         | 0         | 1      | 0      |
| 2015/16                  | FC Den Bosch          | Nederland      | Eerste divisie | 4          | 0          | 0     | 0     | 0         | 0         | 4      | 0      |
| Carrièretotaal           | Carrièretotaal        | Carrièretotaal | Carrièretotaal | 46         | 0          | 3     | 0     | 3         | 0         | 52     | 0      |
| Bijgewerkt op 7 mei 2016 |                       |                |                |            |            |       |       |           |           |        |        |